# هواپیمایی آتا
هواپیمایی آتا یک شرکت هواپیمایی ایرانی است که در سال ۱۳۸۷ به مرکزیت شهر تبریز بنیان‌گذاری شد. هم‌اکنون این شرکت با داشتن شماری هواپیما در ناوگان خود به مقصدهای درون‌مرزی مانند تبریز، تهران، مشهد و چند مقصد برون‌مرزی فعال بوده‌است و پروازهای برنامه‌ای دارد.

## پیشینه

### بنیانگذاری
شرکت هواپیمایی آتا شرکت هواپیمایی ایرانی است که در استان آذربایجان شرقی، شهر تبریز بنیانگذاری شده‌است و واژه آتا، تُرکی و به معنی پدر می‌باشد. این شرکت با تصویب هیئت دولت در تاریخ ۲۷ آذر ۱۳۸۷، به عنوان شانزدهمین شرکت هواپیمایی کشور ایران راه‌اندازی شد. نخستین پرواز شرکت هواپیمایی آتا در تاریخ ۱۰ دی ۱۳۸۸ هم‌زمان با گشایش این شرکت توسط وزیر راه و ترابری وقت ایران از فرودگاه بین‌المللی شهید مدنی تبریز به مقصد مشهد صورت پذیرفت و پروازهای رسمی شرکت هواپیمایی آتا از تاریخ ۱۷ بهمن ۱۳۸۸ از تبریز به مقصد تهران انجام شد. شرکت هواپیمایی آتا فعالیت خود را با ۴ فروند هواپیمای ام‌دی-۸۳ با ظرفیت ۱۶۵ نفر مسافر آغاز نمود.
دفتر مرکزی این شرکت در شهر تبریز، ایران است و تهران و مشهد از شهرهای کانونی این شرکت می‌باشند. این شرکت با مالکیت خصوصی محمدرضا زنوزی مطلق و مدیرعاملی کاپیتان پازوکی در محوریت شمال غرب ایران در حال فعالیت است.

## مقاصد پروازی

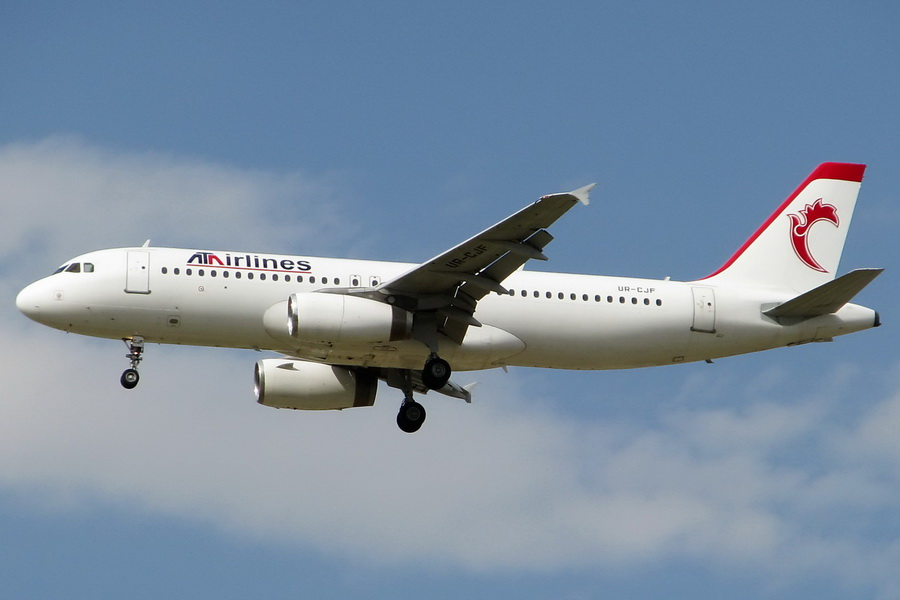
یک فروند ایرباس ۳۲۰ هواپیمایی آتا در حال فرود در فرودگاه شهید مدنی تبریز

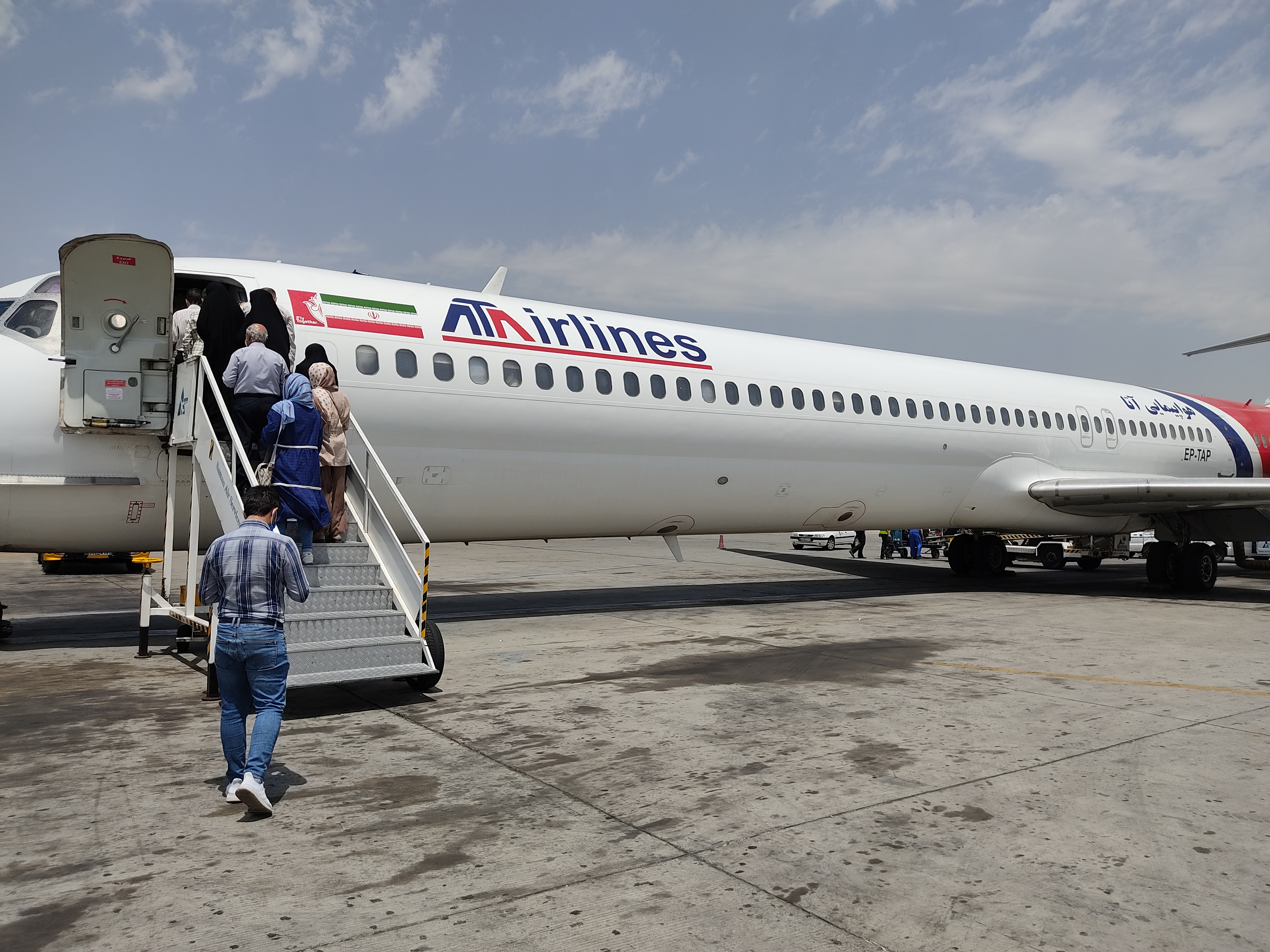
یک فروند مک‌دانل داگلاس ام‌دی-۸۳ هواپیمایی آتا در فرودگاه مهرآباد تهران

## ناوگان

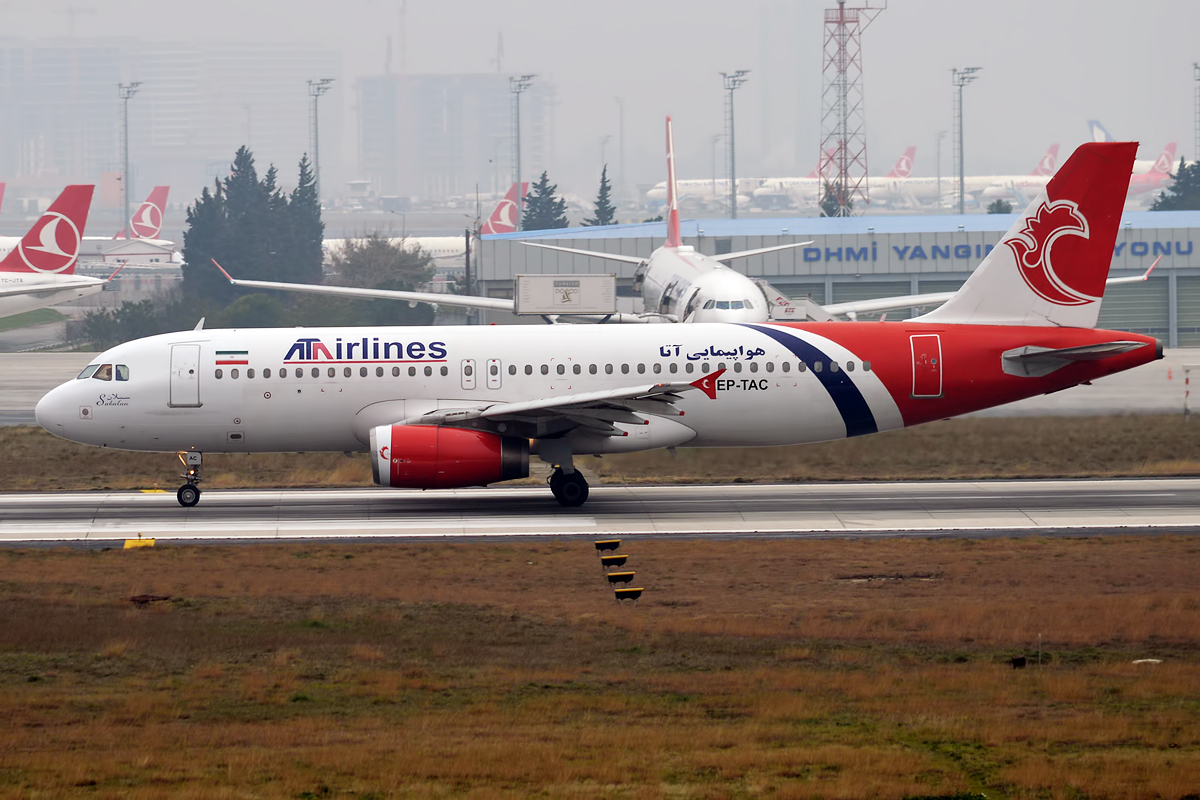
یک فروند ایرباس ۳۲۰ هواپیمایی آتا در فرودگاه آتاترک استانبول

| هواپیما           | تعداد | ظرفیت صندلی |
| ----------------- | ----- | ----------- |
| ایرباس ای ۳۲۰–۲۰۰ | ۳     | ۱۶۸         |
| بوئینگ ۷۳۷–۵۰۰    | ۲     | ۱۳۶         |
| بوئینگ ۷۳۷–۳۰۰    | ۴     | ۱۳۶         |
| ام‌دی-۸۳           | ۸     | ۱۶۵/۱۶۷/۱۷۰ |
| ام‌دی-۸۲           | ۱     | ١٦٠         |
| ام‌دی-۸۷           | ۱     | ١٢٥         |
| امبرائر ۱۴۵       | ۳     | ۵۰          |
| تعداد کل          | ۲۲    |             |

## سوانح و حوادث
- در ۲۵ مهر ۱۳۹۱، پرواز تهران - تبریز دقایقی پس از پرواز به علت نقص فنی مجبور به بازگشت و فرود اضطراری در فرودگاه مهرآباد شد.[۱]
- در ۲۶ شهریور ۱۳۹۲، پرواز تفلیس - تهران پس از گذشت چند دقیقه از پرواز به دلیل نقص فنی مجبور به بازگشت به تفلیس شد.[۲]
- در ۱۰ شهریور ۱۳۹۳، پرواز تهران - تبریز دقایقی پس از پرواز به علت نقص فنی با تکان‌های شدید مجبور به دور زدن از مسیر شد و پس از ۱۵ دقیقه پرواز با سرعتی زیاد در باند فرودگاه مهرآباد نشست.[۳]
- در ۹ اسفند ۱۳۹۳، پرواز تهران - تبریز به دلیل نقص فنی در سیستم هیدرولیک موتور سمت چپ پس از خروج از تهران و طی مسافتی مجبور به فرود اضطراری در فرودگاه مهرآباد شد. ساعتی بعد مجدداً مسافران به داخل همان هواپیما بازگردانده شدند و هواپیما بار دیگر روی باند قرار گرفت اما پس از یک تیک آف دوباره متوقف شد و مسافران به سالن انتظار بازگردانده شدند.[۴]
- در ۲۷ مرداد ۱۳۹۴، پرواز تبریز - تهران مدتی پس از پرواز در حوالی میانه به علت نقص فنی در یکی از موتورها که با صدای انفجار همراه بود دچار حادثه شد و مجبور به بازگشت و فرود اضطراری در فرودگاه تبریز شد.[۵]
- در ۱۲ مهر ۱۳۹۵، هواپیمای مک دانل داگلاس 83 MD در مسیر تهران- مشهد دقایقی پس از بلند شدن به علت نقص فنی و مشاهده دود در کابین مسافران به فرودگاه مهرآباد بازگشت.[۶]
- در ۲۹ آذر ۱۳۹۵، هواپیمای بوئینگ ۷۳۷ در مسیر یزد- تهران در لحظه فرود در فرودگاه مهرآباد دچار ترکیدگی تایر شد. این حادثه خسارتی در پی نداشت.[۷]
- در ۲۷ بهمن ۱۳۹۵، هواپیمای مسیر مشهد-اهواز، در هنگام فرود با نقص فنی در چرخ‌ها و باز نشدن آن‌ها مواجه شد. خلبان چندین بار سعی کرد با دور زدن بر روی آسمان اهواز چرخ‌ها را باز کند که سرانجام بعد از ۲۰ دقیقه موفق به این کار شد و هواپیما به سلامت فرود آمد.[۸]
- در ۱۸ خرداد ۱۳۹۶، پرواز ۵۶۵۷ هواپیمایی آتا مسیر مشهد-اهواز، (مک دانل داگلاس 83 MD) با ۱۵۸ مسافر به دلیل نقص فنی اعلام وضعیت اضطراری کرد و در فرودگاه بهشتی اصفهان به زمین نشست.[۹]
- در ۵ مرداد ۱۳۹۶، خلبان پرواز شماره ۵۶۴۲ مسیر اهواز به تهران پس از ۱۰ دقیقه از پرواز متوجه نقص فنی و گرمای زیاد در موتور شماره یک شده و به فرودگاه اهواز بازمی‌گردد. پس از فرود هواپیما بلافاصله اقدامات ایمنی انجام و با استفاده از آبپاش موتور هواپیما خنک و از آتش‌سوزی آن جلوگیری به عمل می‌آید.[۱۰]
- در ۱۱ آذر ۱۳۹۶ پرواز ۶۶۰۳ تهران-استانبول ۲۰ دقیقه بعد پرواز به علت نقص فنی در یکی از موتورها که با آتش‌سوزی و صدای انفجار همراه بود دچار حادثه شد و مجبور به بازگشت و فرود اضطراری در فرودگاه امام خمینی گردید.
- در ۱۳ دی ۱۳۹۷ پرواز ۵۶۱۶ مشهد - تبریز هواپیمای مک دانل داگلاس 83 MD هنگام فرود ۳ لاستیک به‌طور همزمان ترکید که باعث شد برای مدتی باند فرودگاه شهید مدنی تبریز بسته شود. این پرواز با اقدامات به موقع خلبانان و مهمانداران هیچ‌کس صدمه ای ندید.[۱۱]
- در ۲۲ آذر ۱۳۹۹ پرواز ۵۶۰۵ که از مبدأ تبریز به مقصد تهران بود، دقایقی پس از برخاستن از زمین با از دست دادن یکی از موتورها به فرودگاه تبریز بازگشت.[۱۲]
- در ۳۰ فروردین ۱۴۰۲ پرواز ۵۶۶۹ در مسیر یزد - تهران به علت نقص فنی در یکی از موتورهای هواپیما پس از سوارشدن مسافرین، با ۸ ساعت تأخیر انجام شد و مسافران با هواپیمای جایگزین به تهران منتقل شدند.
- در ۱۳ اسفند ۱۴۰۳،  پرواز اصفهان به مشهد به دلیل نقص فنی پس از بلند شدن از باند و طی مسافتی حدودا ۲۰ دقیقه‌ای مجبور به بازگشت و فرود اضطراری در فرودگاه اصفهان شد. ساعاتی بعد مجدداً مسافران به داخل همان هواپیما بازگردانده شدند اما پس از انتظار طولانی با اعلام خلبان، پرواز به علت تکرار نقص فنی مجددا لغو شد و مسافران به سالن انتظار بازگردانده شدند و بلیط پرواز به طور کامل باطل شد.

## نگارخانه

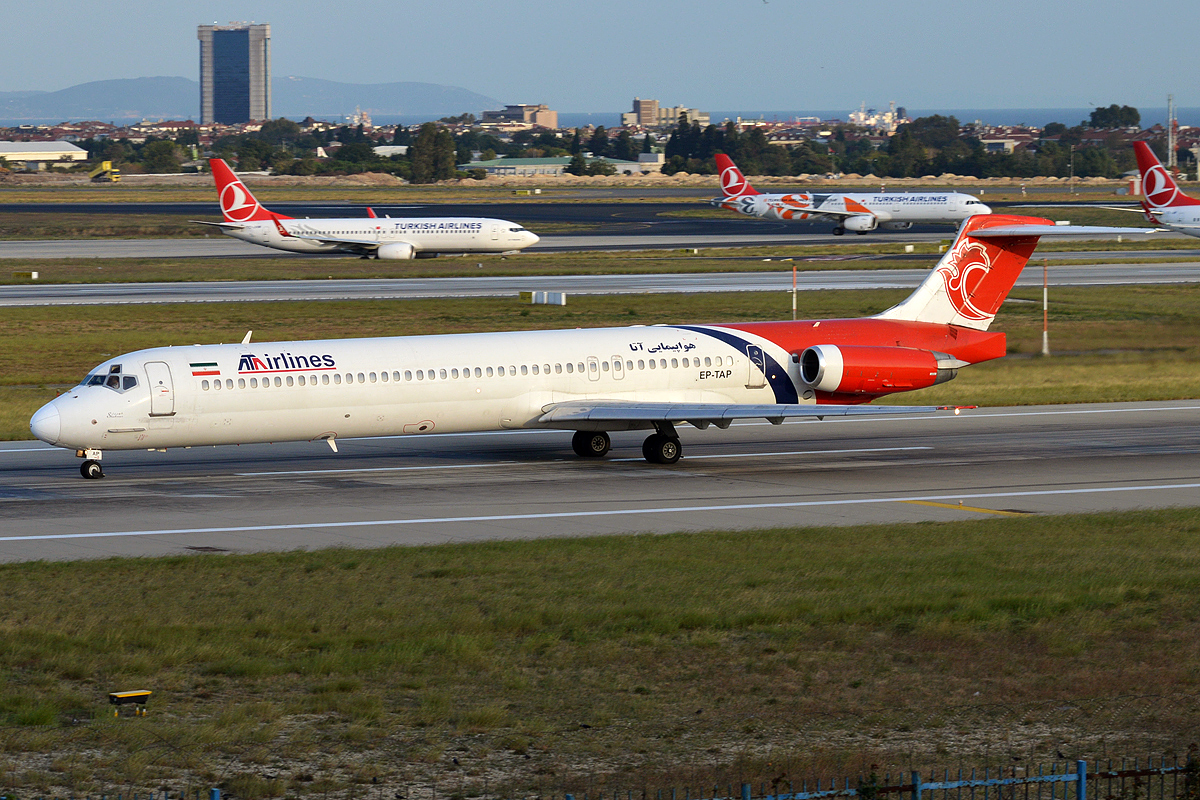
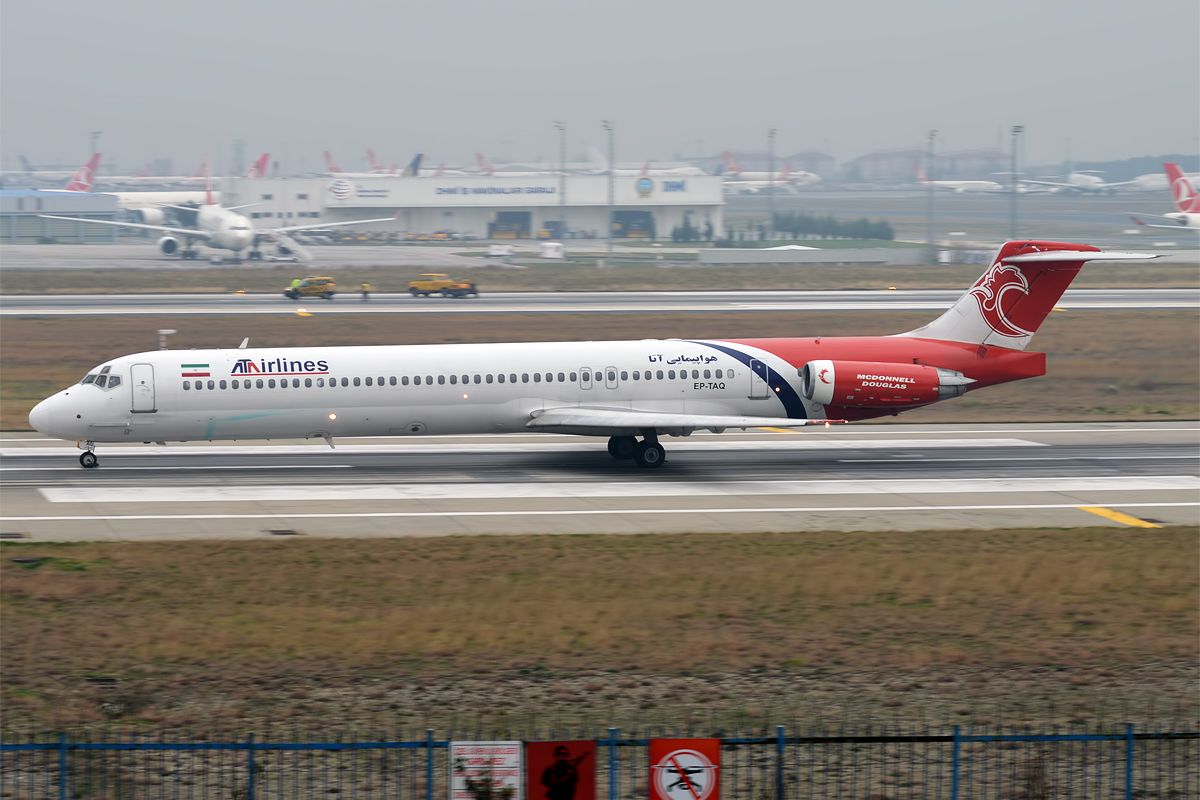
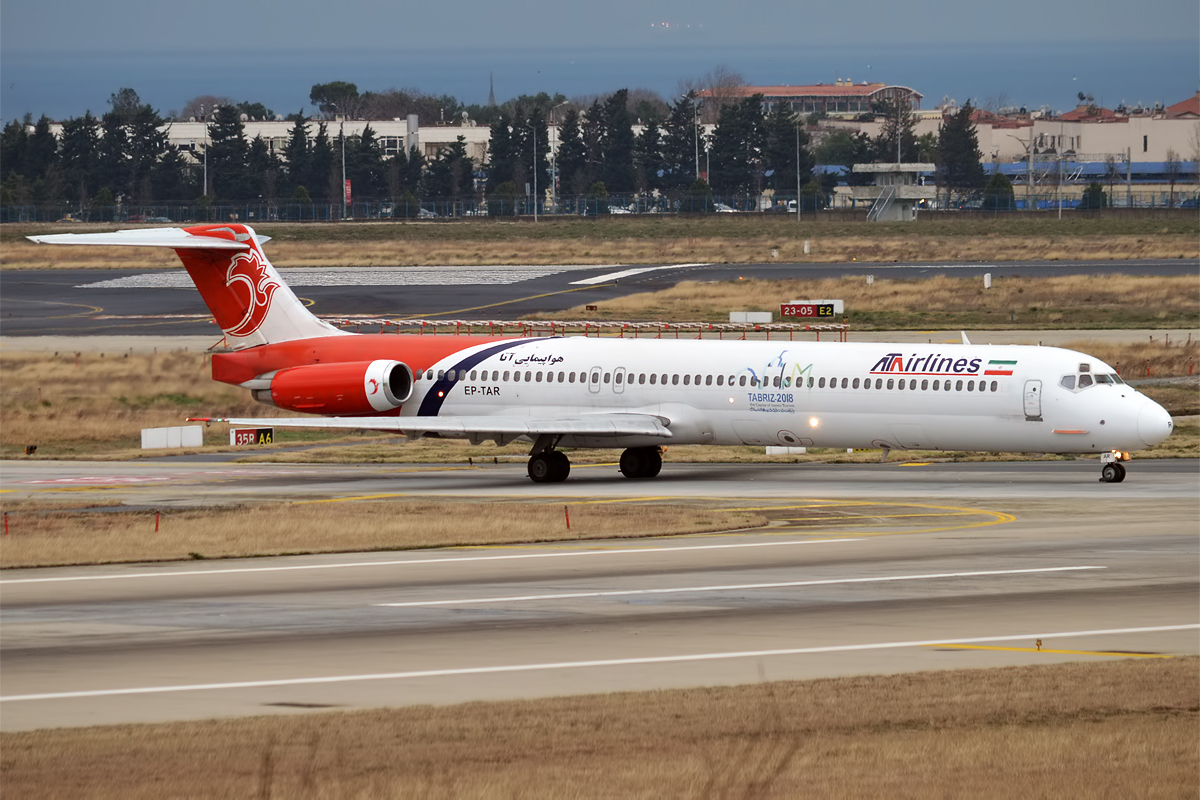
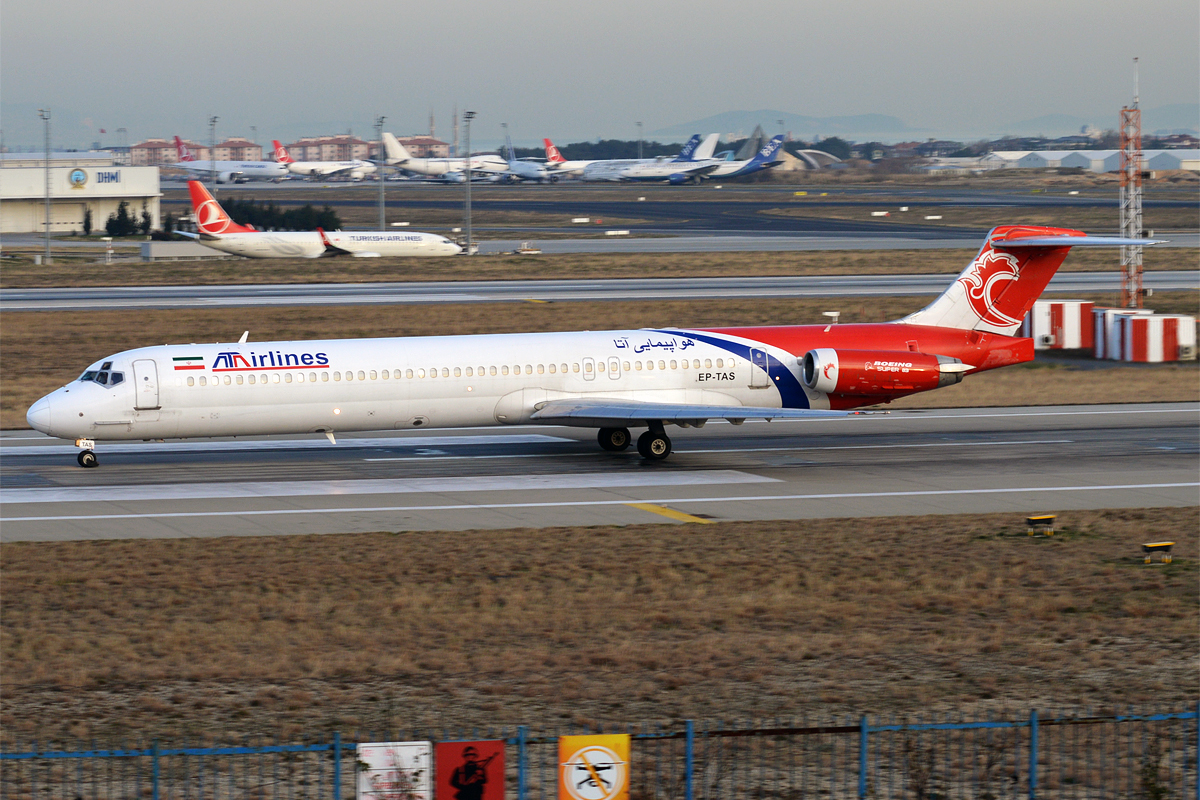